# اندرو مک‌دونالد (ورزشکار)
اندرو مک‌دونالد (انگلیسی: Andrew McDonald؛ زادهٔ october ۱۹, ۱۹۵۵ (۶۹ سال)) ورزشکار واترپلو اهل ایالات متحده آمریکا است.
وی در مسابقات کشوری و بین‌المللی در مجموع برندهٔ ۱ مدال نقره شده‌است.